# Allium dictyoscordum
Allium dictyoscordum — вид рослин з родини амарилісових (Amaryllidaceae); поширений в Таджикистані й Ірані.

## Опис
2n=16.

## Поширення
Поширений в південному Таджикистані й північно-східному Ірані.